# 부제학
부제학(副提學)은 조선시대 정3품 당상관직이다. 정원 1명. 제학(提學)의 아래, 직제학(直提學)의 윗벼슬이다. 궁중의 경서(經書) 및 사적(史籍)을 관리하며, 문서를 처리하고 왕의 자문에 응하기도 하며 때로 경연관(經筵官)을 겸임하였다.